# Microcaliciaceae
Microcaliciaceae är en familj av lavar. Enligt Catalogue of Life ingår Microcaliciaceae i ordningen Teloschistales, klassen Lecanoromycetes, divisionen sporsäcksvampar och riket svampar, men enligt Dyntaxa är tillhörigheten istället divisionen sporsäcksvampar och riket svampar.
|                  | Teloschistaceae                 |
|                  |                                 |
|                  | Physciaceae                     |
|                  |                                 |
|                  | Megalosporaceae                 |
|                  |                                 |
|                  | Letrouitiaceae                  |
|                  |                                 |
|                  | Ropalosporaceae                 |
|                  |                                 |
|                  | Caliciaceae                     |
|                  |                                 |
| Microcaliciaceae | \| \| Microcalicium \| \| \| \| |
|                  | \| \| Microcalicium \| \| \| \| |
|                  | Microcalicium                   |
|                  |                                 |

|  | Microcalicium |
|  |               |